# Sury-le-Comtal
Sury-le-Comtal è un comune francese di 5 607 abitanti situato nel dipartimento della Loira della regione dell'Alvernia-Rodano-Alpi.

## Società

### Evoluzione demografica
Abitanti censiti